# I feel Slovenia VN Adria Mobil
I feel Slovenia VN Adria Mobil (tot 2024 GP Adria Mobil geheten) is een eendagswielerwedstrijd, die elk jaar wordt verreden in de omgeving van het Sloveense Novo Mesto. De eerste winnaar was de Sloveen Marko Kump in 2015.

## Winnaars

### Meervoudige winnaars
| Overwinningen | Renner         | Land     | Jaren      |
| ------------- | -------------- | -------- | ---------- |
| 2             | Filippo Fortin | Italië   | 2016, 2018 |
| 2             | Marko Kump     | Slovenië | 2015, 2019 |
| 2             | Žak Eržen      | Slovenië | 2024, 2025 |

### Overwinningen per land
| Overwinningen | Land             |
| ------------- | ---------------- |
| 5             | Slovenië         |
| 3             | Italië           |
| 1             | Nederland, Polen |